# Liste der Biografien/Bons
Liste der Biografien |
Portal Biografien |
Personensuche
# |
A |
B |
C |
D |
E |
F |
G |
H |
I |
J |
K |
L |
M |
N |
O |
P |
Q |
R |
S |
T |
U |
V |
W |
X |
Y |
Z |
?
 
Ba |
Be |
Bd |
Bg |
Bh |
Bi |
Bj |
Bl |
Bm |
Bn |
Bo |
Br |
Bs |
Bu |
Bw |
By |
Bz
 
Boa–Boc |
Bod |
Boe |
Bof |
Bog |
Boh |
Boi–Bok |
Bol |
Bom |
Bon |
Boo |
Bop |
Boq |
Bor |
Bos |
Bot |
Bou |
Bov–Boz
 
Bona |
Bonc |
Bond |
Bone |
Bonf |
Bong |
Bonh |
Boni |
Bonj |
Bonk |
Bonl |
Bonm |
Bonn |
Bono |
Bonp |
Bonq |
Bonr |
Bons |
Bont |
Bonu |
Bonv |
Bonw |
Bonx |
Bony |
Bonz
Die Liste der Biografien führt alle Personen auf, die in der deutschsprachigen Wikipedia einen Artikel haben. Dieses ist eine Teilliste mit 49 Einträgen von Personen, deren Namen mit den Buchstaben „Bons“ beginnt.

## Bons
- Bons, Eberhard (* 1958), deutscher römisch-katholischer Theologe
- Bons, François Louis de (1723–1797), Schweizer evangelischer Geistlicher und Hochschullehrer
- Böns, Franz (1847–1930), österreichisch-tschechoslowakischer Landwirt und Politiker
- Bons, Jean Louis de (1762–1810), Offizier der helvetischen Truppen
- Bons, Maja (* 2003), deutsche Schauspielerin

### Bonsa
- Bonsac, Karl Wilhelm (1791–1864), preußischer Generalmajor
- Bonsack, Georg (1524–1589), deutscher lutherischer Theologe und Generalsuperintendent der Generaldiözese Lüneburg-Celle
- Bonsack, Klaus-Michael (1941–2023), deutscher Rennrodler
- Bonsack, Peter (* 1948), Schweizer Politiker (EDU)
- Bonsack, Wilfried M. (1951–2012), deutscher Autor, Dichter und Verleger
- Bonsaksen, Alexander (* 1987), norwegischer Eishockeyspieler
- Bonsall, Brian (* 1981), US-amerikanischer Filmschauspieler und SängerBrian Bonsall (* 1981)

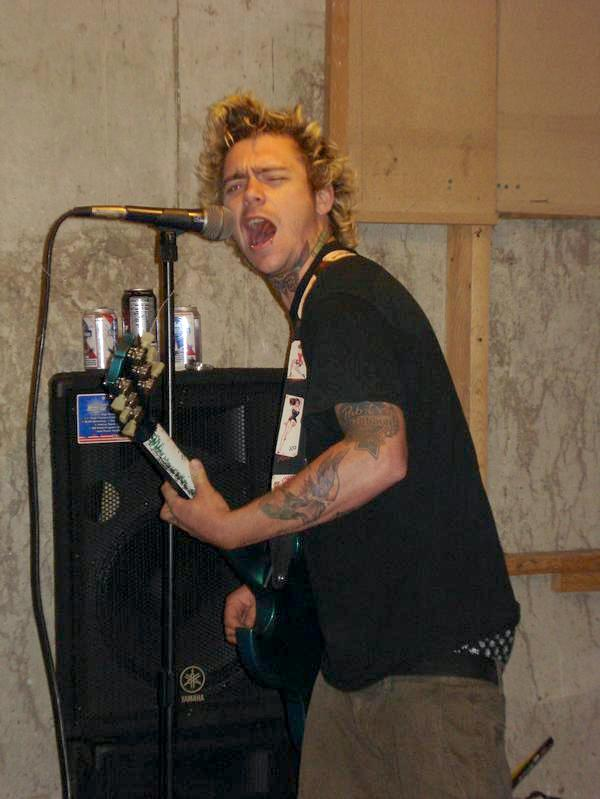
Brian Bonsall (* 1981)

- Bonsall, Frank (1920–2011), britischer Mathematiker
- Bonsall, William Hartshorn (1846–1905), US-amerikanischer Politiker
- Bonsanti, Giorgio (* 1944), italienischer Kunsthistoriker

### Bonsc
- Bönsch, Dominikus (* 1969), deutscher Mediziner, Psychiater unnd Psychotherapeut
- Bönsch, Ernst (1931–2024), deutscher Schachtrainer
- Bönsch, Eugen (1897–1951), österreichischer Jagdflieger der k.u.k. Luftfahrtruppen im Ersten Weltkrieg
- Bönsch, Uwe (* 1958), deutscher Schachgroßmeister

### Bonsd
- Bonsdorff, Axel Edvard (1839–1919), russischer Armeeoffizier und Topograf

### Bonse
- Bonse, Eric (* 1960), deutscher Journalist
- Bonse, Ulrich (1928–2022), deutscher Experimentalphysiker
- Bonse-Geuking, Wilhelm (* 1941), deutscher Bergbauingenieur und Industriemanager, Vorsitzender der Kohlestiftung
- Bonsegundo, Florencia (* 1993), argentinische Fußballspielerin
- Bonsels, Waldemar (1880–1952), deutscher SchriftstellerWaldemar Bonsels (1880–1952)

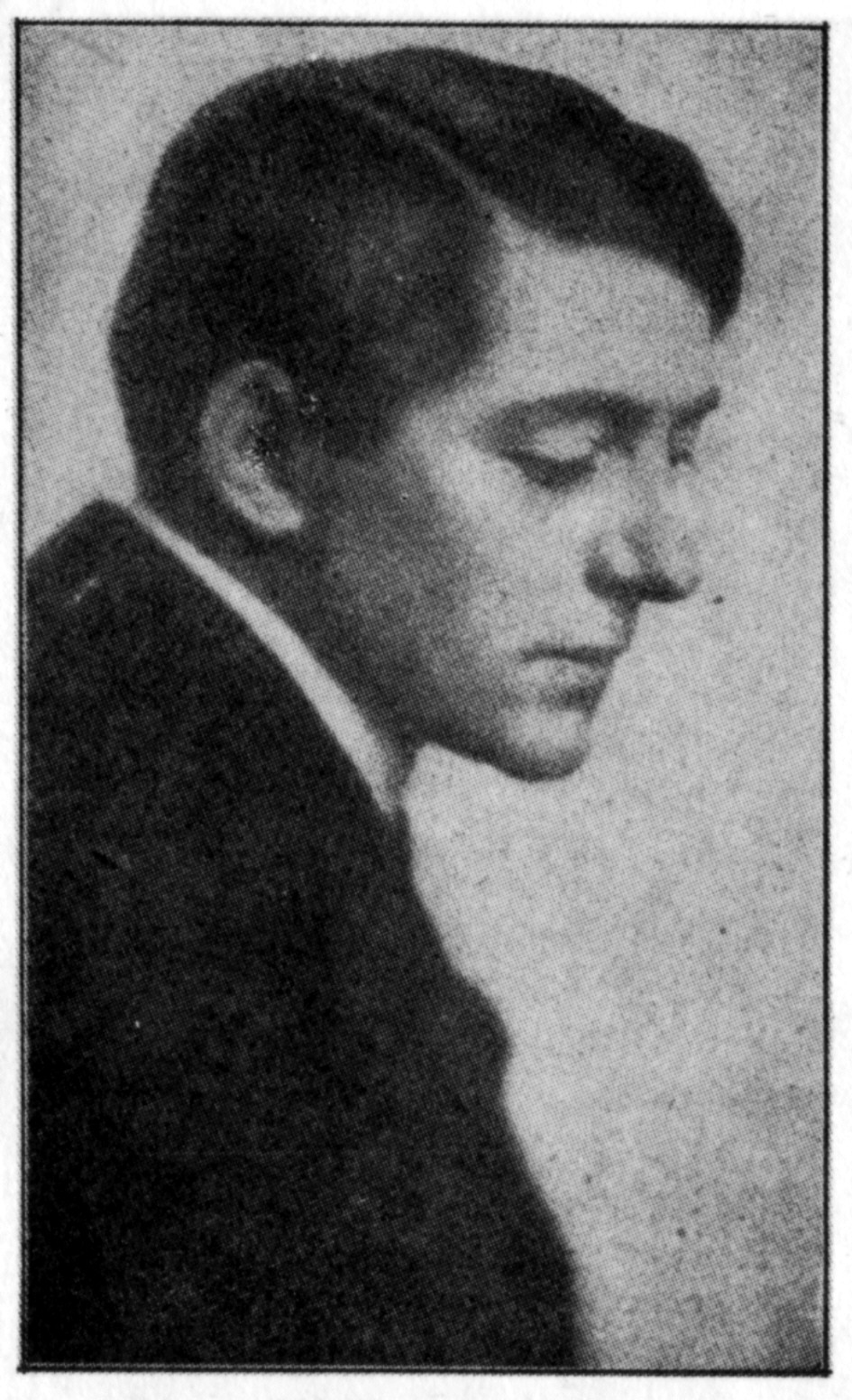
Waldemar Bonsels (1880–1952)

- Bonsen, Leopold Eberhard (1699–1788), französischer lutherischer Theologe
- Bonser, Horace (1882–1934), US-amerikanischer Sportschütze
- Bonsergent, Jacques (1912–1940), französischer Widerstandskämpfer
- Bonsergent, Stéphane (* 1977), französischer Radrennfahrer
- Bonseu, Tenywa (* 1976), ugandischer Fußballspieler

### Bonsi
- Bonsi, Giovanni, italienischer Maler
- Bonsiepe, Gui (* 1934), deutscher Designer
- Bonsignore, Vito (* 1943), italienischer Politiker (Partei Popolo della Libertà), Mitglied der Camera, MdEP
- Bonsignori, Francesco († 1519), italienischer Maler und Zeichner
- Bonsignori, Umberto (1921–2008), italienischer Filmschaffender

### Bonsm
- Bonsma, Jan (1909–1992), südafrikanischer Tierwissenschaftler, Rinderzüchter und Hochschullehrer

### Bonso
- Bonsoms i Sicart, Isidre (1849–1922), katalanischer Bibliophiler und Gelehrter
- Bonsor Saint-Martin, George Edward (1855–1930), britisch-spanischer Maler und Archäologe

### Bonss
- Bonß, Wolfgang (* 1952), deutscher Soziologe

### Bonst
- Bonstedt, Carl (1866–1953), deutscher Gärtner und Botaniker
- Bonstedt, Karl (1844–1888), Bürgermeister in Iserlohn
- Bonstetten, Albrecht von, Schweizer Frühhumanist und Dekan des Klosters Einsiedeln
- Bonstetten, August von (1796–1879), Schweizer Offizier und Maler
- Bonstetten, Gustav von (1816–1892), Schweizer Archäologe
- Bonstetten, Karl Viktor von (1745–1832), Schweizer Schriftsteller
- Bonstetten, Walther von (1867–1949), Schweizer Gründer der „Scouts International Home“ Association
- Bönstrup, Udo (* 1994), deutscher Comedian und WebvideoproduzentUdo Bönstrup (* 1994)

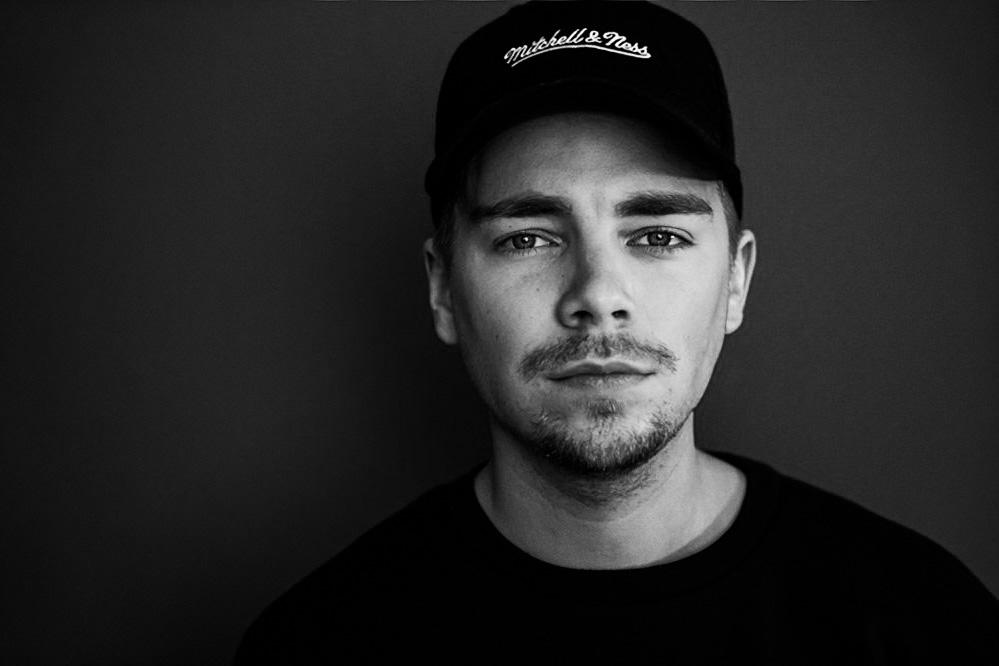
Udo Bönstrup (* 1994)

### Bonsu
- Bonsu, Josephine (* 1999), deutsche Fußballspielerin
- Bonsu, Osei († 1824), Asantehene (Herrscher) des Königreichs Aschanti